# Ancinnes
Ancinnes là một xã thuộc tỉnh Sarthe trong vùng Pays-de-la-Loire tây bắc nước Pháp. Xã này nằm ở khu vực có độ cao từ 92-242 mét trên mực nước biển.
Thị trấn nằm trong Parc Régional Normandie-Maine và bên rìa rừng Perseigne.
Thị trấn có khoảng cách is 8 km so với Alençon.